# トレリック・タワー
座標: 北緯51度31分25.6秒 西経00度12分19.8秒 / 北緯51.523778度 西経0.205500度

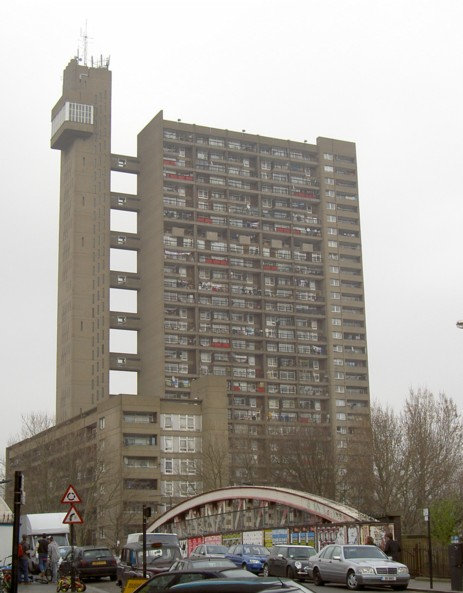

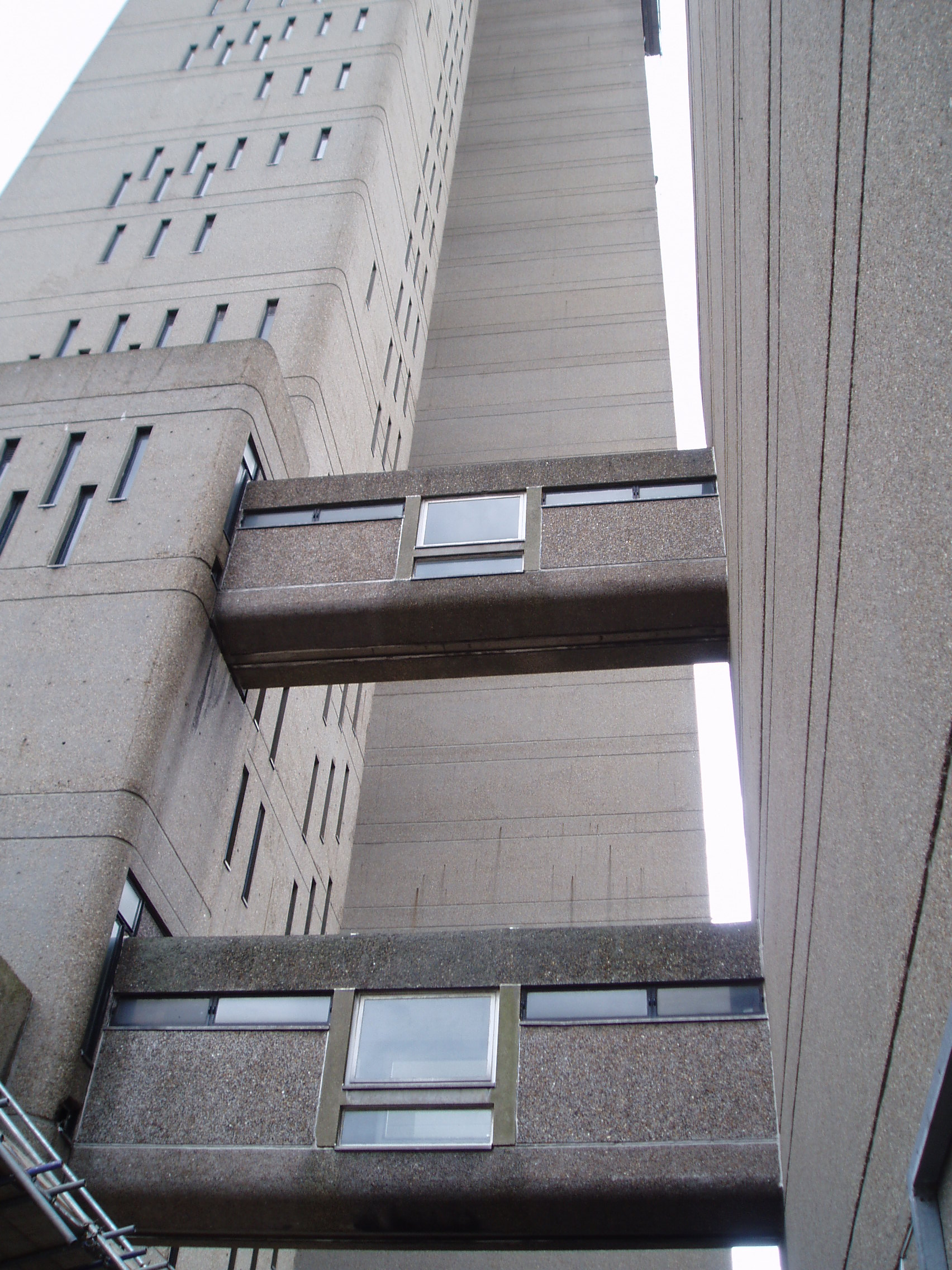

トレリック・タワー（Trellick Tower）は、イギリスロンドンにある高層住宅である。エルノ・ゴールドフィンガーによって設計されたブルータリズムの建築物である。
1972年竣工で、高さは98メートル（通信塔も含めた最高部は120メートル）、31階建て、217戸の公営集合住宅である。
一時期は治安が悪化し悪い環境にあったが、現在は芸術家が集まるなどして回復している。
また、英国の第2級指定建造物として文化財登録されている。